# Филин от Агригент
Филин от Агригент е древногръцки историк от втората половина на 3 век пр.н.е.
Родом от гръцкия град Агригент в Сицилия, той е автор на изгубена днес история на Първата пуническа война. Неговият труд е използван като източник от Полибий в неговата „Всеобща история“. Въпреки това, Полибий обвинява Филин в пристрастност, тъй като той обвинява за войната Рим, който нарушава предходно споразумение, определящо Сицилия за сфера на влияние на Картаген. Филин е споменаван и от Диодор Сицилийски, който го сочи като източник на хвалби за Хамилкар Барка, бащата на Ханибал.